# 十月镇 (别尔哥罗德区)
十月镇（羅馬化：Oktyabrʹskiy），是俄罗斯别尔哥罗德州的市级镇，属别尔哥罗德区，位于顿河流域内洛潘河畔，在州首府别尔哥罗德西南方。
2021年有人口6,591人；2010年人口7,456；2002年人口6,892；1989年人口6,421。